# Danuza Leão
Danuza Lofego Leão (Itaguaçu, 26 de julho de 1933 – Rio de Janeiro, 22 de junho de 2022) foi uma jornalista, escritora e modelo brasileira. Irmã da cantora Nara Leão, foi casada com o jornalista Samuel Wainer, fundador do extinto jornal Última Hora, com o compositor e cronista Antônio Maria e com o jornalista Renato Machado. Foi modelo profissional em Paris e se tornou a maior promotora das festas nas boates do Rio de Janeiro. Foi colunista dos jornais Folha de S.Paulo, Jornal do Brasil e do caderno Ela, de O Globo. Também foi colaboradora de novelas da Rede Globo.

## Carreira
Nascida em Itaguaçu, no interior do estado do Espírito Santo, mudou-se ainda aos dez anos de idade para o Rio de Janeiro, no bairro de Copacabana.
Descendente de italianos e indígenas, Danuza é autora de livros como Na sala com Danuza, As aparências enganam e Quase Tudo. Foi colunista do jornal Folha de S.Paulo por 12 anos até ser demitida em 2013, poucos meses depois de gerar polêmica ao declarar em sua coluna que Nova York não tinha mais graça quando "até o porteiro" podia viajar e que empregadas domésticas estavam melhor sem os direitos propostos pela "PEC das Domésticas".
Em 1992 obteve um grande êxito editorial com Na Sala com Danuza. Em 2006 lançou sua autobiografia Quase Tudo.
É mãe da artista plástica Pinky Wainer, do falecido jornalista Samuel Wainer Filho e de Bruno Wainer, empresário do ramo de distribuição cinematográfica, e avó do ator Gabriel Wainer.
Atuou em Terra em Transe, filme brasileiro de 1967, do gênero drama, roteirizado e dirigido por Glauber Rocha. Danuza atuou como a personagem Silvia.

## Morte
Danuza morreu em 22 de junho de 2022 no Rio de Janeiro, de insuficiência respiratória. Ela sofria de enfisema pulmonar.

## Obras
- Danuza Todo Dia (1990) - ed. Siciliano
- Na Sala com Danuza (1992) - ed. Siciliano
- Crônicas para Guardar (2002) - ed. Arx
- As Aparências Enganam (2004) - ed. Publifolha
- Na Sala com Danuza 2 (2004) - ed. Arx
- Quase Tudo (2005) - ed. Companhia das Letras
- Fazendo as Malas (2008) - ed. Companhia das Letras
- De Malas Prontas (2009) - ed. Companhia das Letras
- É Tudo Tão Simples  (2011) - ed. Ediouro
- Danuza e Sua Visão de Mundo Sem Juízo (2012) - ed. Agir

## Filmografia
| Ano  | Título                                 | Personagem      | Nota(s)      |
| ---- | -------------------------------------- | --------------- | ------------ |
| 1967 | Terra em Transe                        | Sílvia          |              |
| 1967 | Cinema Novo                            | Ela mesma       | Documentário |
| 1980 | A Idade da Terra                       | Esposa de Brahm |              |
| 1987 | Leila Diniz                            | Ela mesma       |              |
| 2013 | Rubem Braga: Olho as Nuvens Vagabundas | Ela mesma       | Documentário |

## Genealogia
Árvore genealógica baseada no texto. Nomes dos pais tirados do artigo da irmã
| Jairo Leão | Jairo Leão | Jairo Leão | Jairo Leão | Jairo Leão | Jairo Leão |  |  |  |  |  |  | Altina Lofego Leão | Altina Lofego Leão | Altina Lofego Leão | Altina Lofego Leão | Altina Lofego Leão | Altina Lofego Leão |  |  |        |        |        |        |        |        |  |  |               |               |               |               |               |               |  |  |  |  |  |  |  |  |  |  |  |  |  |  |  |  |  |  |
| Jairo Leão | Jairo Leão | Jairo Leão | Jairo Leão | Jairo Leão | Jairo Leão |  |  |  |  |  |  | Altina Lofego Leão | Altina Lofego Leão | Altina Lofego Leão | Altina Lofego Leão | Altina Lofego Leão | Altina Lofego Leão |  |  |        |        |        |        |        |        |  |  |               |               |               |               |               |               |  |  |  |  |  |  |  |  |  |  |  |  |  |  |  |  |  |  |
|            |            |            |            |            |            |  |  |  |  |  |  |                    |                    |                    |                    |                    |                    |  |  |        |        |        |        |        |        |  |  |               |               |               |               |               |               |  |  |  |  |  |  |  |  |  |  |  |  |  |  |  |  |  |  |
|            |            |            |            |            |            |  |  |  |  |  |  |                    |                    |                    |                    |                    |                    |  |  |        |        |        |        |        |        |  |  |               |               |               |               |               |               |  |  |  |  |  |  |  |  |  |  |  |  |  |  |  |  |  |  |
|            |            |            |            |            |            |  |  |  |  |  |  |                    |                    |                    |                    |                    |                    |  |  |        |        |        |        |        |        |  |  |               |               |               |               |               |               |  |  |  |  |  |  |  |  |  |  |  |  |  |  |  |  |  |  |
| Nara Leão  | Nara Leão  | Nara Leão  | Nara Leão  | Nara Leão  | Nara Leão  |  |  |  |  |  |  | Danuza Leão        | Danuza Leão        | Danuza Leão        | Danuza Leão        | Danuza Leão        | Danuza Leão        |  |  |        |        |        |        |        |        |  |  | Samuel Wainer | Samuel Wainer | Samuel Wainer | Samuel Wainer | Samuel Wainer | Samuel Wainer |  |  |  |  |  |  |  |  |  |  |  |  |  |  |  |  |  |  |
| Nara Leão  | Nara Leão  | Nara Leão  | Nara Leão  | Nara Leão  | Nara Leão  |  |  |  |  |  |  | Danuza Leão        | Danuza Leão        | Danuza Leão        | Danuza Leão        | Danuza Leão        | Danuza Leão        |  |  |        |        |        |        |        |        |  |  | Samuel Wainer | Samuel Wainer | Samuel Wainer | Samuel Wainer | Samuel Wainer | Samuel Wainer |  |  |  |  |  |  |  |  |  |  |  |  |  |  |  |  |  |  |
|            |            |            |            |            |            |  |  |  |  |  |  |                    |                    |                    |                    |                    |                    |  |  |        |        |        |        |        |        |  |  |               |               |               |               |               |               |  |  |  |  |  |  |  |  |  |  |  |  |  |  |  |  |  |  |
|            |            |            |            |            |            |  |  |  |  |  |  |                    |                    |                    |                    |                    |                    |  |  |        |        |        |        |        |        |  |  |               |               |               |               |               |               |  |  |  |  |  |  |  |  |  |  |  |  |  |  |  |  |  |  |
|            |            |            |            |            |            |  |  |  |  |  |  |                    |                    |                    |                    |                    |                    |  |  |        |        |        |        |        |        |  |  |               |               |               |               |               |               |  |  |  |  |  |  |  |  |  |  |  |  |  |  |  |  |  |  |
|            |            |            |            |            |            |  |  |  |  |  |  | Pinky              | Pinky              | Pinky              | Pinky              | Pinky              | Pinky              |  |  | Samuel | Samuel | Samuel | Samuel | Samuel | Samuel |  |  | Bruno         | Bruno         | Bruno         | Bruno         | Bruno         | Bruno         |  |  |  |  |  |  |  |  |  |  |  |  |  |  |  |  |  |  |